# Stegophilus panzeri
Stegophilus panzeri är en fiskart som först beskrevs av Ahl, 1931.  Stegophilus panzeri ingår i släktet Stegophilus och familjen Trichomycteridae. Inga underarter finns listade i Catalogue of Life.